# Барбікан білокрилий
Барбікан білокрилий (Stactolaema whytii) — вид дятлоподібних птахів родини лібійних (Lybiidae).

## Назва
Латинська назва виду вшановує англійського натураліста Фредеріка Вайта, який зібрав типові зразки в Малаві.

## Поширення
Вид поширений в Східній Африці. Трапляється на півдні ДР Конго, в Замбії, Танзанії, на північному сході Зімбабве, на півдні Малаві та на півночі Мозамбіку. Мешкає в лісах міомбо, відкритих лісах та іноді в сільських садах, на висоті від 760 до 2500 метрів над рівнем моря.

## Опис
Птах завдовжки 18–20,4 см, вагою 51–63 г. Забарвлення бурувате з чорноими дзьобом, головою та хвостом. У птаха є біла пляма під очима, білі крила і хвіст. Також є невелика червона пляма під вушною зоною.